# Sibylla (namn)
För andra betydelser, se Sibylla.

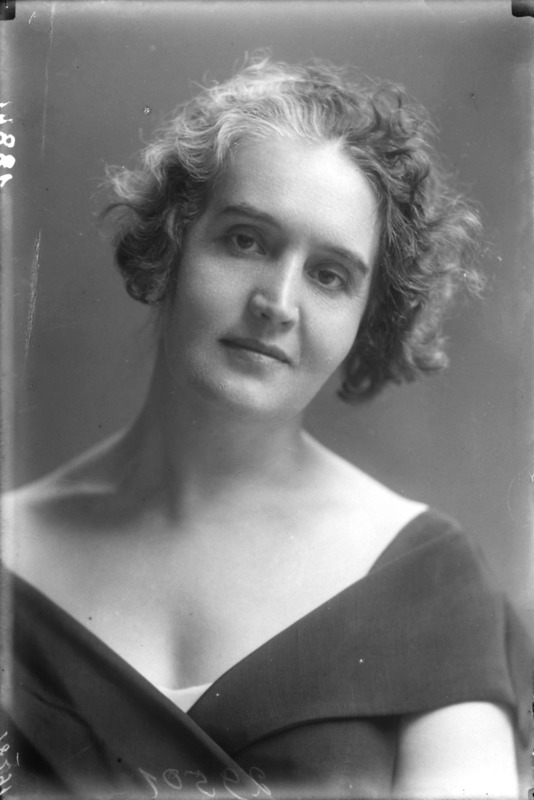
Sibilla Aleramo.

Kvinnonamnet Sibylla är av latinskt ursprung och betyder sierska.
Det har använts i Sverige sedan 1500-talet och stavades då även Sibilla. 
Det kom in i den svenska almanackan 1934 till prinsessan Sibyllas ära, en av de få ändringar som gjordes i almanackan mellan 1901 och 1985. Den italienska formen är Sibilla, den franska och tyska Sybille och den engelska Sybil.
Namnet hade en viss popularitet på 1940-talet, men sedan dess har populariteten minskat avsevärt.
Sedan 1990 har endast ett fåtal flickor fått namnet som tilltalsnamn.
31 december 2009 fanns det totalt 1 162 personer i Sverige med namnet Sibylla, varav 163 med det som tilltalsnamn.
År 2003 fick endast 1 flicka namnet, men inte som tilltalsnamn.
Namnsdag: 20 oktober (på prinsessan Sibylla och kronprins Gustaf Adolfs bröllopsdag).

## Personer med namnet Sibylla/Sibilla/Sibylle
- Sibylla av Sachsen-Coburg-Gotha
- Sibilla Aleramo, italiensk författare
- Maria Sibylla Merian (1647-1717), tysk naturalist, illustratör och entomolog.
- Sibylle Schwartz, tysk författare.

## Fiktiva
- Sibylla Trelawney, fiktiv figur i Harry Potter-böckerna